# Pedro Luis de Cabrera y Martel
Pedro Luis de Cabrera y Martel (Cuzco, Virreinato del Perú, ca. 1561 - Córdoba, gobernación del Tucumán, 13 de mayo de 1619) era un militar, hidalgo, encomendero y funcionario colonial hispano-criollo que fue elegido tres veces como alcalde de primer voto de la ciudad de Córdoba en 1592, en 1605 y en 1619, y ocupó el cargo de teniente de gobernador general de Córdoba dos veces, desde 1593 hasta 1594 y de 1612 a 1613. Era hijo del adelantado Jerónimo Luis de Cabrera, nieto de Gonzalo Martel de la Puente y Guzmán, XII señor de Almonaster, bisnieto del teniente de gobernador Diego Gutiérrez de los Ríos y Aguayo y chozno de Íñigo López de Mendoza y Luna, II duque del Infantado.

## Biografía hasta el puesto de alcalde de Córdoba

### Origen familiar y primeros años
Pedro Luis de Cabrera y Martel había nacido hacia 1561 en la ciudad de Cuzco, capital del corregimiento homónimo que a su vez era una dependencia directa del Virreinato del Perú. Sus padres eran el adelantado Jerónimo Luis de Cabrera y Toledo y su esposa Luisa Martel de los Ríos y Mendoza.
Sus abuelos maternos eran el alcalde panameño Gonzalo Martel de la Puente y Guzmán, XII señor de Almonaster, y su mujer Francisca Gutiérrez de los Ríos y Lasso de Mendoza.
Era bisnieto materno del teniente de gobernador general panameño Diego Gutiérrez de los Ríos y Aguayo y su segunda cónyuge Beatriz Lasso de Mendoza Luna y Saavedra, y por lo tanto, también era trastataranieto materno del segundo duque Íñigo López de Mendoza y Luna y de su esposa María de Luna y Pimentel.

### Viaje a la gobernación del Tucumán
Junto a su hermano Gonzalo Martel de Cabrera y su madre Luisa Martel de los Ríos, acompañaron a su padre Jerónimo Luis de Cabrera en la expedición con más de ciento veinte hombres hacia el territorio tucumano para cumplir con sus objetivos colonizadores, y de esta forma llegaron a la ciudad de Santiago del Estero el 19 de julio de 1572.

### Alcalde de primer voto de Córdoba
Una vez instalado con sus parientes en la gobernación del Tucumán, su padre fundó la nueva ciudad de Córdoba de la Nueva Andalucía el 6 de julio de 1573 y Pedro de Cabrera fue nombrado alférez real, maestre de campo general, II señor de la encomienda de Quilino, alguacil mayor de Córdoba en 1586 y en 1587.
En el año 1591 compró una merced al capitán Francisco López Correa —que la había adquirido el año anterior con la condición de crear una posta en el Camino Real— y erigió la estancia de San Esteban del Totoral. Luego fue elegido como alcalde ordinario de primer voto de Córdoba en 1592, entre otros cargos.

## Teniente de gobernador general de Córdoba y deceso

### Doble nombramiento y alcalde de Córdoba
El encomendero Pedro Luis de Cabrera y Martel fue asignado por mandato del 26 de junio de parte del gobernador Fernando de Zárate, como teniente de gobernador general de Córdoba, pero recién asumió su puesto el 6 de agosto de 1593 hasta diciembre de 1594.
En el año 1605 ocupó el cargo de procurador de la ciudad de Córdoba ante la Real Audiencia y nuevamente fue elegido como alcalde de primer voto de la ciudad de Córdoba de la Nueva Andalucía en 1609.
Posteriormente fue de nuevo asignado, pero esta vez por el gobernador Luis de Quiñones Osorio, como teniente de gobernador general el 2 de marzo de 1612, hasta 1613.

### Fallecimiento
Electo nuevamente como alcalde en los primeros días de enero, Pedro Luis de Cabrera y Martel finalmente fallecería en esa misma ciudad de Córdoba de la Nueva Andalucía el 13 de mayo de 1619.
Sus despojos recibieron sepultura en la capilla mayor de la iglesia de San Francisco de dicha ciudad.

## Matrimonio y descendencia
El maestre de campo Pedro Luis de Cabrera y Martel se unió en matrimonio hacia 1582 en la ciudad de Córdoba de la Nueva Andalucía con la hispano-toledana Catalina de Villarroel y Maldonado (Villafranca del Puente del Arzobispo, 1560 - Córdoba de la Nueva Andalucía, 1636), una hija de Diego González de Villarroel y Aguirre Meneses, fundador de San Miguel de Tucumán en su primer emplazamiento y su primer teniente de gobernador general desde 1565 hasta 1569, y de su esposa María Maldonado de Torres, además de sobrina nieta de Francisco de Aguirre, gobernador de la Capitanía General de Chile desde 1554 a 1555 y del Tucumán desde 1565 hasta 1566 y de 1569 a 1570.
Fruto del enlace entre Pedro Luis de Cabrera y Catalina de Villarroel hubo diez hijos:
- Miguel Jerónimo Luis III de Cabrera y Villarroel[18][19] (n. Córdoba, ca. 1583), III señor de la encomienda de Quilino, que fue regidor del Cabildo de Córdoba en 1607,[19] alcalde de primer voto en 1623[19] y alguacil mayor por renuncia de su padre.[19] Se casó con María de Sanabria Saavedra y Garay[19] (n. ca. 1596) y con quien tuvo seis hijos, siendo dos de ellos la primogénita Juana de Cabrera y Sanabria Saavedra (Córdoba, 1622 - ib., 27 de noviembre de 1656) que se casó con Pedro de Herrera y Velasco[20] (Santiago del Estero, 1618 - m. 21 de noviembre de 1660) —un nieto materno del gobernador tucumano Juan Ramírez de Velasco— y con quien tuvo ocho sucesores, y el tercer hijo, Pedro Luis de Cabrera Sanabria.[18]

- Luisa Martel de los Ríos y Villarroel Cabrera[21] (n. ib., ca. 1585) que se casaría en Córdoba el 28 de noviembre de 1603 con el maestre de campo general Sancho de Paz y Figueroa[21] (n. Lima, ca. 1570)[22][23] y con quien tuvo descendencia, siendo su primogénito el capitán Sancho de Paz y Figueroa Cabrera[23] (n. Santiago del Estero,[23] ca. 1605).

- María de Cabrera Villarroel[18] (n. ib., ca. 1587), madre de Petronila Suárez Mejía Cabrera.[18]

- Petronila de Cabrera Villarroel[24] (n. ib. ca. 1589) que se unió dos veces en matrimonio, en primeras nupcias con Hernando de Quintana y de los Llanos[25] —con quien concebiría a Luis, Juana de Quintana Cabrera[18] y Catalina de Quintana— y una vez viuda, se unió en segundas nupcias hacia 1614 con el general hispano-toledado Luis de Navarrete[26] (n. Miguelturra de La Mancha, ca. 1580)[27] con quien concibió a Pedro Luis de Navarrete y Cabrera que se casó con Isabel de Herrera Guzmán y Ramírez de Velasco —una hija del teniente de gobernador santiagueño Alonso Felipe de Herrera y Guzmán, un descendiente de la Casa de Medina Sidonia, y de su cónyuge Ana María Ramírez de Velasco y Ugarte, y por tanto, nieta materna del gobernador colonial tucumano Juan Ramírez de Velasco— y quienes concibieron a Antonia de Navarrete Velasco que se enlazaría con su primo segundo José de Cabrera y Velasco —un descendiente además de Jerónimo Luis de Cabrera, Juan de Garay y Hernando Arias de Saavedra— y concebirían a Juana Isabel de Cabrera y Navarrete.[28]

- Antonia de Cabrera y Villarroel (n. ib., ca. 1591).

- Catalina de Cabrera y Villarroel (n. ib., ca. 1593).

- Juan de Cabrera y Zúñiga Villarroel (n. ib., ca. 1595) enlazado con Mariana de Garay y Saavedra.

- Pedro de Cabrera y Villarroel (ib., ca. 1597 - f. 1649), maestre de campo y luego sargento mayor casado con Lorenza de Ugarte Ramírez de Velasco y Herrera, y que serían padres de Catalina de Villarroel y Ugarte la cual se enlazaría con Jacinto Maldonado de Saavedra, alcalde y teniente de gobernador de Santiago del Estero alrededor de 1649.

- Félix de Cabrera Zúñiga y Villarroel[29] (ib., ca. 1599 - ib., e/ 25 y 31 de diciembre de 1639) se unió dos veces en matrimonio, en primeras nupcias con Micaela Patiño de Velasco,[29] y al enviudar, se casó por segunda vez con Francisca de Mendoza Garay y Arredondo[29] (Santa Fe la Vieja, 1606 - Córdoba, diciembre de 1667).

- Manuel de Cabrera y Villarroel[7] (n. ib., ca. 1601).